# Горловский трамвай
Горловский трамвай (укр. Горлівський трамвай) был открыт 7 ноября 1932 года. По состоянию на 1 января 2022 года имеется 3 маршрута, 56,7 км рельс и 14 (10 рабочих) вагонов.

## Маршруты
- 1 Железнянские пруды — м/н Майский
- 7 245 квартал — м/н Штеровка
- 8 245 квартал — пос. шахты им. Калинина

## История
Трамвайное движение в Горловке было открыто третьим (после Сталино и Макеевки) в Донецкой области 7 ноября 1932 года двумя моторными и двумя прицепными вагонами Х по маршруту № 1 протяжённостью 2,5 км «Вокзал — Дом Советов» по Советскому проспекту (сейчас — просп. Ленина).
27 июня 1933 года линия продлена от Дома Советов до шахты № 5 имени Ленина через Соломенную балку, маршрут № 1 «Вокзал — шахта № 5».
15 ноября 1933 года линия продлена на 5,0 км от моста через железную дорогу до Корсунской группы шахт (шахта № 8), пущен маршрут № 2 «Дом Советов — шахта № 8».
1 января 1934 года линия продлена от шахты № 8 через химзавод «Синтез» (сейчас — ОАО «Стирол») до Военвода (Новогорловка), маршрут № 2 «Дом Советов — Военвод».
3 мая 1934 года введена новая линия до машзавода имени Кирова, пущен маршрут № 3 «Дом Советов — Завод Кирова».
В 1934 году на Советском проспекте достроены вторые рельсы, построено депо, разворотное кольцо у вокзала.
7 декабря 1934 года введена новая линия от шахты № 5 имени Ленина через Железнянские ставки до шахты «Комсомолец», продлён маршрут № 1 «Вокзал — шахта „Комсомолец“».

### Маршруты на1 января1935 года
- 1 Вокзал — шахта «Комсомолец»
- 2 Дом Советов — Военвод (Новогорловка)
- 3 Дом Советов — машзавод Кирова

25 мая 1936 года введена новая линия от шахты «Комсомолец» через шахту № 19-20 до Ртутного комбината, пущен маршрут № 4 «шахта № 5 — Ртутный комбинат», а маршрут № 1 возвращён до шахты № 5: «Вокзал — шахта № 5».
В конце 1930-х годов маршрут № 2 разделён на № 2 «шахта „Кочегарка“ — Химзавод» и № 5 «Химзавод — завод № 64 (Новогорловка)»

### Маршруты на1 января1940 года
- 1 Вокзал — шахта № 5 имени Ленина
- 2 шахта «Кочегарка» — Химзавод
- 3 Дом Советов — машзавод Кирова
- 4 шахта № 5 — Ртутный комбинат
- 5 Химзавод — завод № 64 (Азотно-туковый завод, Новогорловка)

После освобождения города разрушенными оказались 22 вагона из 28, подстанции, депо, полностью — рельсы на маршрутах № 3 и № 5, частично — на № 2 и № 4.
10 мая 1944 года восстановлена линия от Дворца культуры до Соломенной балки (не доезжая до шахты № 5).
В июне 1946 года полностью восстановлена линия до шахты № 5, маршрут № 1 «Дворец культуры — Шахта № 5».
В ноябре 1946 года восстановлена линия от дворца культуры до вокзала, продлён маршрут № 1.
В декабре 1946 года восстановлена линия от шахты № 5 до Железнянских ставков, продлён маршрут № 1 «Вокзал — Железнянские ставки».

### Маршруты на1 января1947 года
- 1 Вокзал — Железнянские ставки

В 1947 году восстановлена линия от Железнянских ставков через шахту «Комсомолец» к шахте № 19-20, пущен маршрут № 2 «Шахта № 5 — Шахта № 19-20», а маршрут № 1 «Вокзал — Шахта № 5».
7 ноября 1948 года восстановлена основная часть западной (изолированной) трамвайной системы Горловки протяжённостью 8,5 км «Машзавод Кирова — Шахта „Кочегарка“ — Азотно-туковый завод (сейчас — „Стирол“)», пущен маршрут № 3. Вплоть до 1956 года не был восстановлен мост через железную дорогу и 2 системы трамвая работали изолированно.
В 1949 году построены разворотные кольца на конечных маршрута № 1.

### Маршруты на1 января1950 года
- 1 Вокзал — Шахта № 5
- 2 Шахта № 5 — Шахта № 19-20
- 3 Машзавод Кирова — Азотно-туковый завод

10 августа 1959 года восстановлена линия от шахты № 19-20 до ртутного комбината, продлён маршрут № 2: «Шахта № 5 — Ртутный комбинат».
В марте 1950 года введена новая линия от вокзала до посёлка Майский, маршрут № 1 продлён «пос. Майский — Вокзал — Шахта № 5».
24 августа 1950 года восстановлена однопутная линия от азотно-тукового завода до дворца культуры АТЗ, пущен маршрут № 4.
В декабре 1950 года введена новая линия от дворца культуры АТЗ до Воробьёвки, продлён маршрут № 4 «Азотно-туковый завод — Воробьёвка». Уже в 1951 году движение на линии было временно приостановлено из-за поломок трамваев.
В 1953 году построено разворотное кольцо у рынка (ранее — остановка «Дворец культуры»).
27 мая 1956 года восстановлена линия от рынка через новый железнодорожный мост к шахте «Кочергарка», две изолированные системы были объединены, маршрут № 3 перенесен от Рынка до Азотно-тукового завода, пущен маршрут № 5 «Вокзал — Машзавод имени Кирова».
В августе 1956 года введена новая линия от шахты «Кочегарка» до Штеровки, пущен маршрут № 7 (№ 6 был оставлен для строящегося центрального городского трамвайного кольца) «Рынок — Штеровка».
В ноябре 1956 года введено малое городское кольцо по ул. Петровского, Пушкинской, Одесской, просп. Хрущева (сейчас — просп. Ленина), пущен маршрут № 6 (против часовой стрелки). В обратном направлении пущен маршрут «А».
В начале 1958 года введена новая однопутная линия за счёт Министерства угольной промышленности протяжённостью 9,2 км «Новогорловка — Шахта имени Калинина», пущен маршрут № 8 «Шахта № 8 (Азотно-туковый завод) — Шахта имени Калинина».
В 1958 году построены вторые пути в центре города по просп. Хрущева, а в 1960 году — от центра до Азотно-тукового завода.

### Маршруты на1 января1960 года
- 1 Вокзал (пос. Майский) — Шахта № 5
- 2 Шахта № 5 — Ртутный комбинат
- 3 Рынок — Шахта № 8 (Азотно-туковый завод)
- 4 Шахта № 8 (Азотно-туковый завод) — Воробьёвка
- 5 Вокзал (пос. Майский) — Машзавод имени Кирова
- 6 Рынок — просп. Хрущёва (против часовой стрелки)
- 7 Рынок — Штеровка
- 8 Шахта № 8 (Азотно-туковый завод) — Шахта имени Калинина
- А ул. Пушкинская — просп. Хрущёва (по часовой стрелке)

В 1961 году построены вторые пути до Железнянских ставков, а также разворотное кольцо. В 1967 году построено новое депо (№ 2) на 100 мест.
30 августа 1964 года введена новая кольцевая линия по ул. Пушкинской и бульвару Димитрова, туда пущен маршрут № 6.
В 1960-х годах маршрут № 5 пущен до рынка.
В 1967 году построены вторые пути до шахты имени Калинина.
В 1967 году закрыто движение трамваев от шахты № 19-20 до Ртутного комбината, маршрут № 2: «Железнянские ставки — Шахта № 19-20», а маршрут № 1: «Вокзал (пос. Майский) — Железнянские ставки».
В 1968 году закрыт маршрут № 4.

### Маршруты на1 января1970 года
- 1 Вокзал — Железнянские ставки
- 2 Железнянские ставки — Шахта № 19-20
- 3 Центр (рынок) — Азотно-туковый завод
- 5 Центр (рынок) — Машзавод имени Кирова
- 6 Большой кольцевой (просп. Ленина — бул. Димитрова — ул. Пушкинская — ул. Петровского)
- 7 Центр (рынок) — Штеровка
- 8 Азотно-туковый завод — Шахта имени Калинина
- А Малый кольцевой (просп. Ленина — ул. Петровского — ул. Пушкинская — ул. Гагарина)

В 1972 году введена новая линия от бул. Димитрова по просп. Ленина, ул. Багратиона и Рудакова до 245-го квартала, туда от центра (рынка) пущены маршруты № 5 и № 7.
23 сентября 1972 года закрыто движение от шахты «Кочегарка» до машзавода имени Кирова, маршрут № 5 поменял конечную: «245-й квартал — Азотно-туковый завод (ПО „Стирол“)».
В апреле 1978 года закрыто движение от Железнянских ставков до шахты № 19-20, закрыт маршрут № 2.
В мае 1980 года сняты рельсы с бул. Димитрова и части ул. Пушкинской: демонтировано большое кольцо, маршрут № 6 перенесен: «245-й квартал — Автовокзал (малый кольцевой против часовой стрелки)», маршрут А остался малым кольцевым по часовой стрелке.
В 1980-х годах кольцевым стал и маршрут № 3: «Центр (кольцевой против часовой стрелки) — ПО „Стирол“».

### Маршруты на1 января1990 года
- 1 Вокзал — Железнянские ставки
- 3 Центр (кольцевой против часовой стрелки) — ПО «Стирол»
- 5 245-й квартал — ПО «Стирол»
- 6 245-й квартал — Автовокзал (малый кольцевой против часовой стрелки)
- 7 245-й квартал — Штеровка
- 8 ПО «Стирол» — Шахта имени Калинина
- А Кольцевой (по часовой стрелке)

4 марта 1998 года закрыты маршруты № 3 и № 5, а маршрут № 8 стал работать с центра города: «Центр (кольцевой против часовой стрелки) — Шахта имени Калинина».
20 сентября 2001 года пущен сезонный (июнь — октябрь) маршрут № 2 «Железнянские ставки — Оптовый рынок (расположен возле машзавода имени Кирова)».
16 декабря 2002 года закрыт кольцевой маршрут А, контактная сеть в направлении по часовой стрелке снята.

### Маршруты на 1 января 2005 года
- 1 Железнянские ставки — Вокзал
- 2 Железнянские ставки — Оптовый рынок
- 6 245-й квартал — Центр (кольцевой против часовой стрелки)
- 7 245-й квартал — Штеровка
- 8 Центр (кольцевой против часовой стрелки) — Шахта имени Калинина

1 ноября 2005 года закрыт маршрут № 6 из-за малого пассажиропотока.
В октябре 2009 года введён второй сезонный маршрут № 2а «245-й квартал — Оптовый рынок».
25 мая 2010 года восстановлен кольцевой маршрут А, а маршрут № 8 пущен до 245-го квартала.
14 сентября 2010 года в связи с недостатком вагонов и кражи троллеи закрыты маршруты № 2, 2А, А.
1 сентября 2011 года открыт маршрут № 3 «Центр (кольцевой против часовой стрелки) — Оптовый рынок». Но просуществовал этот маршрут недолго и вскоре был закрыт.
22 июля 2014 года движение трамваев было остановлено из-за боевых действий на неопределённый срок.
26 сентября 2014 года движение трамваев было восстановлено.
29 сентября 2023 из Мариуполя было вывезено 7 трамвайных вагонов Tatra T3SUCS.
30 июля 2024 года ударный БПЛА атаковал трамвайный вагон 71-605 № 406, в результате чего погиб водитель.

## Подвижной состав
В настоящее время все маршруты обслуживаются вагонами типа:
- КТМ-5М3 (11 вагонов в рабочем состоянии из 119) с 1974 года
- Tatra T3SUCS 7 вагонов с 2023 года

Ранее были следующие типы вагонов:
- Х+М двухосные моторные (39 вагонов) в 1932—1972
- Х+М двухосные прицепные (26 штук) в 1932—1968
- четырёхосные прицепные (5 штук) в 1949—1968
- КТМ1+КТП1 (28/28) в 1955—1979
- КТМ2+КТП2 (45/45) в 1962—1981
- МТВ-82 (4 штуки) в 1958—1978
- РВЗ-6 (2 штуки) в 1961—1966